# Inkubus Sukkubus
Gli Inkubus Sukkubus sono un gruppo Goth rock/Pagan rock Inglese creato nel 1989 da Candia Ridley e Tony McKormack.

## Storia
Gli Inkubus Sukkubus iniziarono a partire dal 1988 ad esibirsi dal vivo sotto il nome di Bela Knapp. La band si trasformò presto in un complesso dedito a comporre e suonare musica dalle tematiche pagane, i Children of the Moon, e sotto questo nome pubblicarono il loro primo singolo ed un album, entrambi intitolati "Beltaine".
L'attuale denominazione del gruppo fu adottata nel 1991 ma fino al 1995 usarono la grafia  Incubus Succubus. I primi anni di attività del complesso furono piuttosto difficili e turbolenti (ad un certo punto furono sul punto di dividersi e Tony e Candia rimasero i soli componenti), ma poi alla fine del 1993 firmarono un contratto discografico con la Pagan Records, pubblicando con questa etichetta gli album Belladonna and Aconite e Wytches, prima di passare alla Resurrection Records nell'ottobre del 1995.
Nella primavera di quell'anno adottarono la definitiva grafia del nome del gruppo, Inkubus Sukkubus, motivando la scelta con ragioni di tipo numerologico, e cambiarono la loro formazione in modo significativo, cominciando ad usare una drum machine (talvolta supportata da un bodhrán) invece di una normale batteria suonata da un musicista e riaccogliendo nella formazione il bassista originale Adam Henderson.
Il gruppo riuscì ad ottenere una discreta visibilità sui media più importanti, facendo varie apparizioni televisive in Inghilterra nella seconda metà degli anni novanta, mentre la canzone "Beltaine" fu ripetutamente passata dalla stazione radio della BBC. Tutto questo accadeva a dispetto delle singolari tematiche dei loro testi e dal particolare credo religioso dei componenti della band: gli Inkubus Sukkubus sono un gruppo neopagano, noti per le loro canzoni che trattano di demoni, vampiri, fate ed altri argomenti occulti e sovrannaturali.
I loro pezzi sono largamente ispirati al loro interesse verso il paganesimo e alla loro pratica della stregoneria e del culto Wicca, e questo fatto ha procurato loro una certa notorietà e fama negli ambienti della musica underground dove sono conosciuti come "La voce del paganesimo moderno".
Dopo essere stati accusati di produrre una musica abbastanza ripetitiva e ricca di stereotipi, hanno iniziato a sperimentare l'uso di strumenti poco convenzionali come il salterio ed a variare maggiormente la struttura delle loro canzoni.

## Formazione

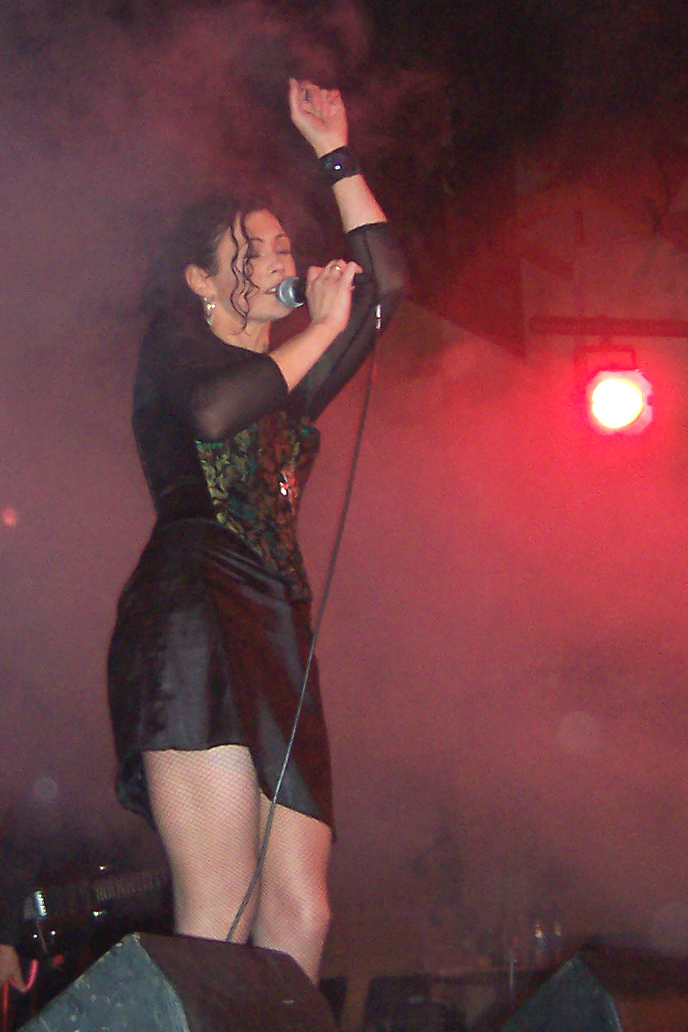
Candia Ridley.

Il gruppo è composto dalla cantante Candia, dal chitarrista Tony McKormack, e dal bassista Adam Henderson. Candia è la cantante principale, ma McKormack esegue alcune parti corali ed ha cantato da solo una canzone del gruppo, "Atrocity". Per le percussioni si servono di una drum machine.
- Candia Ridley: Voce, Testi
- Tony McKormack: Chitarra, Produzione, Musiche, Seconda voce
- Adam Henderson: Basso

## Discografia
- 1993: Belladonna & Aconite
- 1994: Wytches
- 1995: Heartbeat of the Earth
- 1996: Beltaine
- 1997: Vampyre Erotica
- 1998: Away with the Faeries
- 1999: Wild
- 2001: Supernature
- 2003: The Beast with Two Backs
- 2004: Wytches and Vampyres: The Best Of (Greatest Hits disponibile solo in America)
- 2005: Witch Queen (EP)
- 2007: Science & Nature
- 2008: Viva la Muerte
- 2010: The Dark Goddess
- 2011: The Goat
- 2013: Queen of Heaven, Queen of Hell
- 2014: Love Poltergeist
- 2015: Mother Moon
- 2016: Barrow Wake
- 2016: Wikka Woman
- 2017: Belas Knap
- 2018: Vampire Queen
- 2018: ''Sabrina – Goddess of the Severn: Tales of Witchcraft and Wonder, Volume Three''
- 2019: ''Lilith Rising''
- 2021: ''The Way Of The Witch''
- 2023: ''She Of A Thousand Names''